# Quận San Jacinto, Texas
Quận San Jacinto (tiếng Anh: San Jacito County) là một quận trong tiểu bang Texas, Hoa Kỳ. Quận lỵ đóng ở thành phố Coldspring6. Theo kết quả điều tra dân số năm 2000 của Cục điều tra dân số Hoa Kỳ, quận có dân số người.

## Thông tin nhân khẩu
Theo điều tra dân số 2 năm 2000, quận đã có dân số 22.246 người, 8.651 hộ, và 6.401 gia đình sống trong quận. Mật độ dân số là 39 người cho mỗi dặm vuông (15/km ²). Có 11.520 đơn vị nhà ở với mật độ trung bình là 20 cho mỗi dặm vuông (8/km ²). Cơ cấu chủng tộc của dân cư quận có 83,64% người da trắng, 12,64% da đen hay Mỹ gốc Phi, 0,46% người Mỹ bản xứ, 0,28% người châu Á, Thái Bình Dương 0,07%, 1,63% từ các chủng tộc khác, và 1,28% từ hai hoặc nhiều chủng tộc. 4,87% dân số là người Hispanic hay Latino thuộc chủng tộc nào.
Có 8.651 hộ, trong đó 30,00% có trẻ em dưới 18 tuổi sống chung với họ, 60,20% là các cặp vợ chồng sống với nhau, 9,70% có chủ hộ là nữ không có mặt chồng, và 26,00% là không lập gia đình. 22,60% của tất cả các hộ gia đình đã được tạo thành từ các cá nhân và 10,10% có người sống một mình 65 tuổi trở lên đã được người. Bình quân mỗi hộ là 2,55 và cỡ gia đình trung bình là 2,98.
Trong quận, độ tuổi dân cư quận với 25,20% ở độ tuổi dưới 18, 7,40% 18-24, 24,90% 25-44, 26,60% 45-64, và 15,90% người 65 tuổi trở lên. Tuổi trung bình là 40 năm. Cứ mỗi 100 nữ có 100,50 nam giới. Cứ mỗi 100 nữ 18 tuổi trở lên, đã có 97,40 nam giới.
Thu nhập trung bình cho một hộ gia đình trong quận đã được $ 32.220, và thu nhập trung bình cho một gia đình là $ 37.781. Nam giới có thu nhập trung bình $ 34.614 so với 22.313 $ cho phái nữ. Thu nhập trên đầu cho các quận được $ 16.144. Giới 15,10% gia đình và 18,80% dân số sống dưới mức nghèo khổ, trong đó có 22,80% những người dưới 18 tuổi và 17,60% có độ tuổi từ 65 trở lên.